# Esa sensación que sólo puede expresarse en francés
Esa sensación que sólo puede expresarse en francés es un cuento de Stephen King, originalmente publicado el 22 de junio de 1998 en la revista The New Yorker y luego publicado en la colección Todo es eventual: 14 relatos oscuros. Se centra en una mujer casada quien se encuentra en un paseo en coche de vacaciones y la repetición constante de los mismos acontecimientos una y otra vez, cada evento que termina con el mismo resultado macabro.

## Argumento
A medida que la historia avanza, ella comienza a recordar sucesos funestos de su pasado, empezando como una pareja de recién casados con escasos recursos financieros y años más tarde con mayor éxito eventual, luego del trabajo de su marido en la industria informática. Se da a entender, aunque nunca se revela de forma explícita, que el hombre y la mujer han muerto en una colisión de un avión, y están sufriendo el tormento eterno.

## Temas centrales
Stephen King sugirió que esta historia es sobre el infierno, y que "el infierno es la repetición". Temas similares se presentaron en La Tormenta del Siglo, 1408 y La Torre Oscura y también en El tercer policía de Flann O'Brien. En el episodio titulado 'Noche de sentencia' de la serie de televisión The Twilight Zone, también se trata un tema similar.